# Bulgurcu, Şabanözü
Bulgurcu là một xã thuộc huyện Şabanözü, tỉnh Çankırı, Thổ Nhĩ Kỳ. Dân số thời điểm năm 2010 là 65 người.